# 2020–2021-es holland labdarúgó-bajnokság (első osztály)
Ez volt az Eredivisie 65. szezonja.
A 2020–2021-es holland labdarúgó-bajnokság első osztálya (hivatalos nevén: Eredivisie 2020/21) ahogy már hosszú ideje, most is 18 csapat részvételével zajlott le. Idén nem volt bajnoki címvédő, mivel a tavalyi szezont nem fejezték be és nem hirdettek hivatalosan bajnokot. 
Ebben a szezonban is használták a videóbírót.
Ahogy bajnokot sem hirdettek tavaly, úgy nem esett ki egy csapat sem a tavalyi bajnokságból és így a másodosztályból sem jutott fel egy új csapat sem. Tehát az idei mezőny ugyanazokból a csapatokból állt akik a tavalyi szezonban is itt szerepeltek.
Miután Mark Rutte, holland miniszterelnök 2020. április 21-én bejelentette, hogy koronavírus-járvány miatt szeptember 1-ig nem engedélyeznek semmilyen sportrendezvényt az országban, a bajnokság idei szezonja sem augusztusban kezdődött hanem csak szeptember 12-én indult el. Az utolsó fordulót pedig május 16-án rendezték meg. 
Az idei szezonban egyre több mérkőzést játszottak le szombat és vasárnap este is. A késői kezdés miatt pedig zsúfolt volt a szezon, így a téli szünet is a szokottnál rövidebb lett. 
Ahogy Európában minden bajnokságban, úgy Hollandiában is néhány változtatást hoztak a koronavírus-járvány miattː
- Mérkőzésenként minden csapat 5 alkalommal cserélhetett az eddigi 3 helyett.
- A bajnokságot úgy kezdték, hogy korlátozott számú néző vehet részt minden mérkőzésen, aztán Mark Rutte miniszterelnök a bejelentése után, októbertől ismét zártkapussá tette a mérkőzéseket a szezon végéig. Csupán a 30. fordulóban voltak még nézők korlátozott számmal, mert abban a fordulóban tesztelték, hogyan terjed a vírus a mérkőzéseken.

A bajnokságot nagy fölénnyel az AFC Ajax csapata nyerte meg és ezzel megszerezték 35. bajnoki címüket is. Az ADO Den Haag csapata pedig utolsó helyezettként, 13 év után kiesett az első osztályból.

## Bajnokságban részt vevő csapatok
A holland labdarúgó-bajnokság 2020–21-es szezonjának első osztályát is 18 csapat részvételével rendezik meg. Az idei bajnoki szezonban a következő csapatok vesznek részt:
| A csapat neve    | Tartomány     | A csapat székhelye | A csapat stadionja       | Befogadóképesség |
| ---------------- | ------------- | ------------------ | ------------------------ | ---------------- |
| ADO Den Haag     | Dél-Holland   | Hága               | Kyocera Stadion          | 15 000           |
| AFC Ajax         | Észak-Holland | Amszterdam         | Johan Cruijff Arena      | 54 990           |
| AZ Alkmaar       | Észak-Holland | Alkmaar            | AFAS Stadion             | 17 150           |
| FC Emmen         | Drenthe       | Emmen              | De Oude Meerdijk         | 8 600            |
| Feyenoord        | Dél-Holland   | Rotterdam          | De Kuip                  | 51 577           |
| Fortuna Sittard  | Limburg       | Sittard            | Fortuna Sittard Stadion  | 12 511           |
| FC Groningen     | Groningen     | Groningen          | Euroborg                 | 22 550           |
| SC Heerenveen    | Frízföld      | Heerenveen         | Abe Lenstra Stadion      | 26 100           |
| Heracles         | Overijssel    | Almelo             | Polman Stadion           | 12 500           |
| PEC Zwolle       | Overijssel    | Zwolle             | Ijsseldelta Stadion      | 12 500           |
| PSV              | Észak-Brabant | Eindhoven          | Philips Stadion          | 36 500           |
| RKC Waalwijk     | Észak-Brabant | Waalwijk           | Mandemakers Stadion      | 7 500            |
| Sparta Rotterdam | Dél-Holland   | Rotterdam          | Het Kasteel              | 11 026           |
| Twente Enschede  | Overijssel    | Enschede           | De Grolsch Veste         | 30 200           |
| FC Utrecht       | Utrecht       | Utrecht            | Stadion Galgenwaard      | 24 426           |
| Vitesse Arnhem   | Gelderland    | Arnhem             | GelreDome                | 25 000           |
| VVV              | Limburg       | Venlo              | De Koel                  | 8 000            |
| Willem Tilburg   | Észak-Brabant | Tilburg            | Koning Willem II-stadion | 14 500           |

### Adatok a csapatokról
| Csapat           | Elnök                | Edző                | Mez márkája  | Mezszponzor         |
| ---------------- | -------------------- | ------------------- | ------------ | ------------------- |
| ADO Den Haag     | Ben Knüppe           | Aleksandar Ranković | Erreà        | Cars Jeans          |
| AFC Ajax         | Hennie Henrichs      | Erik ten Hag        | Adidas       | Ziggo               |
| AZ Alkmaar       | René Neelissen       | Arne Slot           | Under Armour | AFAS software       |
| FC Emmen         | Ronald Lubbers       | Dick Lukkien        | Beltona      | Noordlease          |
| Feyenoord        | Gerard Hoetmer       | Dick Advocaat       | Adidas       | Qurrent             |
| Fortuna Sittard  | Işıtan Gün           | Kevin Hofland       | Masita       | Sparr Finance       |
| FC Groningen     | Arie Wink            | Danny Buijs         | Puma         | Payt                |
| SC Heerenveen    | Luuc Eisenga         | Johnny Jansen       | Jako         | GroenLeven          |
| Heracles Almelo  | Hans Bredewoud       | Frank Wormouth      | Acerbis      | Asito               |
| PEC Zwolle       | Adriaan Visser       | John Stegeman       | Craft        | Molecaten           |
| PSV Eindhoven    | Jan Albers           | Roger Schmidt       | Umbro        | Energiedirect.nl    |
| RKC Waalwijk     | Frank van Mosselveld | Fred Grim           | Stanno       | Mandemakers Keukens |
| Sparta Rotterdam | Rob Westerhof        | Henk Fraser         | Robey        | D&S Groep           |
| Twente Enschede  | ???                  | Ron Jans            | Kick's 21    | Pure Energie        |
| FC Utrecht       | Paul Verhoeff        | John van den Brom   | Hummel       | Zorg van de zaak    |
| Vitesse Arnhem   | Yevgeny Merkel       | Thomas Letsch       | Macron       | SWOOP               |
| VVV Venlo        | Hai Berden           | Hans de Koning      | Masita       | Seacon Logistics    |
| Willem Tilburg   | Jack Buckens         | Adrie Koster        | Robey        | Tricorp             |

### Edzőcserék
A dőlt betűvel írt nevek csupán átmeneti edzők minden csapatnál.
| Csapat          | Távozó edző           | Ok                        | Dátum              | Érkező edző         | Dátum              |
| --------------- | --------------------- | ------------------------- | ------------------ | ------------------- | ------------------ |
| ADO Den Haag    | Alan Pardew           | Szerződés felbontás       | 2020. július 1.    | Aleksandar Ranković | 2020. július 1.    |
| Fortuna Sittard | Sjors Ultee           | Posztot váltott           | 2020. július 1.    | Kevin Hofland       | 2020. július 1.    |
| PSV Eindhoven   | Ernest Faber          | Ideiglenes szerződés vége | 2020. július 1.    | Roger Schmidt       | 2020. július 1.    |
| Twente Enschede | Gonzalo García García | Szerződés vége            | 2020. július 1.    | Ron Jans            | 2020. július 1.    |
| Vitesse Arnhem  | Edward Sturing        | Ideiglenes szerződés vége | 2020. július 1.    | Thomas Letsch       | 2020. július 1.    |
| FC Utrecht      | John van den Brom     | Eligazolt                 | 2020. november 7.  | René Hake           | 2020. november 7.  |
| ADO Den Haag    | Aleksandar Ranković   | Felmondtak neki           | 2020. november 8.  | Ruud Brood          | 2020. november 10. |
| Fortuna Sittard | Kevin Hofland         | Felmondtak neki           | 2020. november 11. | Sjors Ultee         | 2020. december 2.  |
| AZ Alkmaar      | Arne Slot             | Felmondtak neki           | 2020. december 4.  | Pascal Jansen       | 2020. december 4.  |
| Willem Tilburg  | Adrie Koster          | Felmondtak neki           | 2021. január 26.   | Željko Petrović     | 2021. január 29.   |
| PEC Zwolle      | John Stegeman         | Felmondtak neki           | 2021. február 20.  | Lee-Roy Echteld     | 2021. február 24.  |
| PEC Zwolle      | Lee-Roy Echteld       | Ideiglenes szerződés vége | 2021. február 27.  | Bert Konterman      | 2021. február 27.  |
| VVV-Venlo       | Hans de Koning        | Felmondtak neki           | 2021. március 16.  | Jos Luhukay         | 2021. március 17.  |

## Tabella
| Hely. | Csapat           | M  | Gy | D  | V  | G+  | G– | Gk  | P  | Továbbjutás vagy kiesés           |
| ----- | ---------------- | -- | -- | -- | -- | --- | -- | --- | -- | --------------------------------- |
| 1.    | AFC Ajax KGY     | 34 | 28 | 4  | 2  | 102 | 23 | +79 | 88 | Bajnokok Ligája, csoportkör       |
| 2.    | PSV Eindhoven    | 34 | 21 | 9  | 4  | 74  | 35 | +39 | 72 | Bajnokok Ligája, 2. selejtezőkör  |
| 3.    | AZ Alkmaar       | 34 | 21 | 8  | 5  | 75  | 41 | +34 | 71 | Európa-liga, Rájátszás            |
| 4.    | Vitesse Arnhem   | 34 | 18 | 7  | 9  | 52  | 38 | +14 | 61 | Konferencia Liga, 3. selejtezőkör |
| 5.    | Feyenoord        | 34 | 16 | 11 | 7  | 64  | 36 | +28 | 59 | Konferencia Liga play off         |
| 6.    | FC Utrecht       | 34 | 13 | 14 | 7  | 52  | 41 | +11 | 53 | Konferencia Liga play off         |
| 7.    | FC Groningen     | 34 | 14 | 8  | 12 | 40  | 37 | +3  | 50 | Konferencia Liga play off         |
| 8.    | Sparta Rotterdam | 34 | 13 | 8  | 13 | 49  | 48 | +1  | 47 | Konferencia Liga play off         |
| 9.    | Heracles Almelo  | 34 | 12 | 8  | 14 | 42  | 53 | −11 | 44 |                                   |
| 10.   | Twente Enschede  | 34 | 10 | 11 | 13 | 48  | 50 | −2  | 41 |                                   |
| 11.   | Fortuna Sittard  | 34 | 12 | 5  | 17 | 50  | 58 | −8  | 41 |                                   |
| 12.   | SC Heerenveen    | 34 | 9  | 12 | 13 | 43  | 49 | −6  | 39 |                                   |
| 13.   | PEC Zwolle       | 34 | 9  | 11 | 14 | 44  | 53 | −9  | 38 |                                   |
| 14.   | Willem Tilburg   | 34 | 8  | 7  | 19 | 40  | 68 | −28 | 31 |                                   |
| 15.   | RKC Waalwijk     | 34 | 7  | 9  | 18 | 33  | 55 | −22 | 30 |                                   |
| 16.   | FC Emmen         | 34 | 7  | 9  | 18 | 40  | 68 | −28 | 30 | Osztályozó                        |
| 17.   | VVV-Venlo        | 34 | 6  | 5  | 23 | 43  | 91 | −48 | 23 | Eerste Divisie                    |
| 18.   | ADO Den Haag     | 34 | 4  | 10 | 20 | 29  | 76 | −47 | 22 | Eerste Divisie                    |

| A 2020/2021-es szezon bajnoka |
| ----------------------------- |
| AFC Ajax 35. cím              |

## Eredmények
|                  | ADO | AJAX | AZ  | EMM | FEY | FOR | GRO | HEE | HER | PEC | PSV | RKC | SPA | TWE | UTR | VIT | VVV | WIL |
| ---------------- | --- | ---- | --- | --- | --- | --- | --- | --- | --- | --- | --- | --- | --- | --- | --- | --- | --- | --- |
| ADO Den Haag     |     | 2-4  | 2–2 | 0–0 | 3–2 | 0–3 | 0–1 | 1–1 | 1–2 | 0–2 | 2–2 | 0–0 | 1–1 | 2–4 | 1–4 | 0–2 | 1–4 | 1–4 |
| AFC Ajax         | 5–0 |      | 2–0 | 4–0 | 1–0 | 5–2 | 3–1 | 5–1 | 5–0 | 4–0 | 2–2 | 3–0 | 4–2 | 1–2 | 1–1 | 2–1 | 3–1 | 3–1 |
| AZ Alkmaar       | 2–1 | 0–3  |     | 1–0 | 4–2 | 1–0 | 1–2 | 3–1 | 5–0 | 1–1 | 2–0 | 3–0 | 2–0 | 4–1 | 0–1 | 3–1 | 2–2 | 5–3 |
| FC Emmen         | 1–1 | 0–5  | 0–1 |     | 2–3 | 2–2 | 0-4 | 3-1 | 3–1 | 3–2 | 0–2 | 3–1 | 1–1 | 1–4 | 2–3 | 1–4 | 3–5 | 1–1 |
| Feyenoord        | 4–2 | 0–3  | 2–3 | 1–1 |     | 2–0 | 2–0 | 3–0 | 0–0 | 1–0 | 3–1 | 3–0 | 1–1 | 1–1 | 1–1 | 0–0 | 6–0 | 5–0 |
| Fortuna Sittard  | 2–0 | 1–2  | 3–3 | 1–3 | 1–3 |     | 1–3 | 1–3 | 0–1 | 2–2 | 1–3 | 2–1 | 0–1 | 3–0 | 0–1 | 3–3 | 3–2 | 3–2 |
| FC Groningen     | 3–0 | 1–0  | 0–0 | 1–1 | 0–0 | 1–0 |     | 0–2 | 0–1 | 1–0 | 1–3 | 2–0 | 1–2 | 2–2 | 0–0 | 1–1 | 2–1 | 1–0 |
| SC Heerenveen    | 3–0 | 1–2  | 0–3 | 4–0 | 3–0 | 1–3 | 1–1 |     | 0–2 | 0–2 | 2–2 | 1–1 | 1–2 | 0–0 | 0–0 | 1–0 | 1–0 | 2–0 |
| Heracles Almelo  | 2–0 | 0–2  | 1–2 | 4–0 | 1–1 | 1–2 | 1–0 | 1–0 |     | 2–1 | 1–1 | 0–1 | 1–1 | 2–2 | 4–1 | 0–2 | 4–0 | 4–0 |
| PEC Zwolle       | 0–1 | 0–2  | 1–1 | 0–0 | 0–2 | 0–2 | 1–0 | 4–1 | 2–2 |     | 0–3 | 1–1 | 4–0 | 1–0 | 1–1 | 2–1 | 2–1 | 0–0 |
| PSV Eindhoven    | 4–0 | 1–1  | 1–3 | 2–1 | 1–1 | 2–0 | 1–0 | 2–2 | 3–0 | 4–2 |     | 2–0 | 1–0 | 3–0 | 2–1 | 3–1 | 4–1 | 3–0 |
| RKC Waalwijk     | 0–1 | 0–1  | 1–3 | 1–0 | 2–2 | 1–2 | 3–1 | 1–1 | 3–0 | 1–1 | 1–4 |     | 0–2 | 2–1 | 1–2 | 0–1 | 3–2 | 1–1 |
| Sparta Rotterdam | 6–0 | 0–1  | 4–4 | 2–1 | 0–2 | 1–2 | 2–3 | 1–4 | 1–1 | 3–2 | 3–5 | 2–0 |     | 0–0 | 0–0 | 3–0 | 2–0 | 0–2 |
| FC Twente        | 3–2 | 1–3  | 1–3 | 1–1 | 2–2 | 2–0 | 3–1 | 0–0 | 1–1 | 5–1 | 1–1 | 0–2 | 0–2 |     | 1–2 | 1–2 | 0–1 | 1–1 |
| FC Utrecht       | 1–1 | 0–3  | 2–2 | 0–1 | 1–2 | 1–1 | 2–2 | 1–1 | 2–0 | 3–3 | 1–1 | 3–1 | 1–0 | 2–1 |     | 1–3 | 3–1 | 3–2 |
| Vitesse Arnhem   | 0–0 | 1–3  | 2–1 | 3–1 | 1–0 | 2–0 | 1–0 | 1–1 | 3–0 | 2–1 | 2–1 | 1–1 | 2–0 | 0–2 | 1–0 |     | 4–1 | 0–0 |
| VVV-Venlo        | 1–2 | 0–13 | 1–4 | 0–4 | 0–3 | 1–3 | 0–1 | 1–1 | 3–2 | 2–2 | 0–2 | 3–3 | 0–1 | 1–2 | 1–1 | 4–1 |     | 2–1 |
| Willem Tilburg   | 1–1 | 1–1  | 0–1 | 2–0 | 1-4 | 2–1 | 2–3 | 3–1 | 4–0 | 1–3 | 0–2 | 1–0 | 1–3 | 0–3 | 0–6 | 1–3 | 2–1 |     |

- Forrás: Az Eredivisie hivatalos oldala Archiválva 2021. április 27-i dátummal a Wayback Machine-ben (angolul)
- A hazai csapatok a baloldali oszlopban szerepelnek.
- Színek: Zöld = HAZAI GYŐZELEM; Sárga = DÖNTETLEN; Piros = VENDÉG GYŐZELEM

## A bajnokság fordulónkénti változása
Ebből a táblázatból az derül ki, hogy minden egyes forduló után melyik csapat hányadik helyet foglalta el.
| Klub / Fordulók  | 1   | 2  | 3  | 4  | 5  | 6  | 7  | 8  | 9  | 10 | 11 | 12 | 13 | 14 | 15 | 16 | 17 | 18 | 19 | 20 | 21 | 22 | 23 | 24 | 25 | 26 | 27 | 28 | 29 | 30 | 31 | 32 | 33 | 34 |    |
| ---------------- | --- | -- | -- | -- | -- | -- | -- | -- | -- | -- | -- | -- | -- | -- | -- | -- | -- | -- | -- | -- | -- | -- | -- | -- | -- | -- | -- | -- | -- | -- | -- | -- | -- | -- | -- |
| Klub / Fordulók  | ADO | 15 | 15 | 16 | 14 | 16 | 15 | 15 | 16 | 16 | 16 | 17 | 17 | 17 | 17 | 16 | 16 | 17 | 16 | 16 | 17 | 17 | 17 | 17 | 17 | 17 | 17 | 18 | 18 | 18 | 18 | 18 | 18 | 18 | 18 |
| AFC Ajax         | 7   | 2  | 1  | 5  | 2  | 1  | 1  | 1  | 1  | 1  | 1  | 1  | 1  | 1  | 1  | 1  | 1  | 1  | 1  | 1  | 1  | 1  | 1  | 1  | 1  | 1  | 1  | 1  | 1  | 1  | 1  | 1  | 1  | 1  |    |
| AZ Alkmaar       | 9   | 11 | 12 | 10 | 9  | 9  | 9  | 8  | 7  | 6  | 8  | 6  | 6  | 5  | 5  | 5  | 5  | 4  | 4  | 5  | 4  | 3  | 3  | 3  | 3  | 3  | 3  | 3  | 3  | 3  | 3  | 3  | 3  | 3  |    |
| FC Emmen         | 13  | 14 | 14 | 15 | 15 | 16 | 16 | 17 | 17 | 18 | 18 | 18 | 18 | 18 | 18 | 18 | 18 | 18 | 18 | 18 | 18 | 18 | 18 | 18 | 18 | 18 | 17 | 17 | 17 | 16 | 16 | 16 | 16 | 16 |    |
| Feyenoord        | 3   | 6  | 3  | 1  | 4  | 5  | 5  | 4  | 3  | 4  | 4  | 3  | 4  | 3  | 3  | 2  | 4  | 5  | 5  | 4  | 5  | 4  | 4  | 5  | 5  | 5  | 5  | 5  | 5  | 5  | 5  | 5  | 5  | 5  |    |
| Fortuna          | 15  | 17 | 15 | 16 | 17 | 18 | 18 | 18 | 18 | 17 | 16 | 14 | 14 | 13 | 12 | 13 | 11 | 13 | 12 | 11 | 12 | 10 | 9  | 9  | 11 | 10 | 11 | 12 | 12 | 12 | 10 | 10 | 10 | 11 |    |
| Groningen        | 14  | 9  | 13 | 8  | 8  | 8  | 7  | 8  | 8  | 8  | 6  | 5  | 5  | 6  | 7  | 6  | 6  | 6  | 6  | 6  | 6  | 6  | 6  | 6  | 6  | 6  | 6  | 6  | 6  | 7  | 7  | 7  | 7  | 7  |    |
| Heerenveen       | 3   | 1  | 1  | 3  | 6  | 4  | 4  | 6  | 6  | 7  | 7  | 8  | 8  | 8  | 8  | 9  | 8  | 9  | 9  | 9  | 8  | 9  | 10 | 10 | 9  | 11 | 10 | 10 | 10 | 10 | 11 | 11 | 11 | 12 |    |
| Heracles         | 3   | 10 | 11 | 13 | 14 | 13 | 10 | 10 | 13 | 15 | 13 | 13 | 12 | 12 | 13 | 11 | 12 | 11 | 11 | 10 | 10 | 11 | 11 | 11 | 10 | 9  | 9  | 9  | 8  | 8  | 8  | 9  | 9  | 9  |    |
| PEC Zwolle       | 15  | 13 | 8  | 9  | 11 | 10 | 11 | 12 | 11 | 11 | 11 | 11 | 11 | 11 | 11 | 12 | 13 | 12 | 14 | 13 | 13 | 13 | 13 | 12 | 13 | 13 | 13 | 13 | 13 | 13 | 13 | 13 | 13 | 13 |    |
| PSV              | 2   | 3  | 5  | 2  | 1  | 3  | 3  | 3  | 4  | 3  | 3  | 2  | 2  | 2  | 2  | 4  | 3  | 3  | 2  | 2  | 2  | 2  | 2  | 2  | 2  | 2  | 2  | 2  | 2  | 2  | 2  | 2  | 2  | 2  |    |
| RKC Waalwijk     | 11  | 18 | 17 | 17 | 13 | 12 | 13 | 15 | 15 | 12 | 12 | 12 | 13 | 14 | 14 | 15 | 15 | 15 | 15 | 15 | 15 | 15 | 14 | 14 | 14 | 14 | 14 | 14 | 14 | 14 | 14 | 14 | 14 | 15 |    |
| Sparta Rotterdam | 11  | 15 | 18 | 18 | 18 | 17 | 17 | 13 | 10 | 10 | 10 | 9  | 9  | 9  | 9  | 8  | 9  | 10 | 10 | 12 | 11 | 12 | 12 | 13 | 12 | 12 | 12 | 11 | 11 | 11 | 9  | 8  | 8  | 8  |    |
| Twente Enschede  | 3   | 6  | 4  | 6  | 5  | 6  | 6  | 5  | 5  | 5  | 5  | 7  | 7  | 7  | 6  | 7  | 7  | 7  | 7  | 7  | 7  | 7  | 8  | 7  | 8  | 8  | 8  | 8  | 9  | 9  | 12 | 12 | 12 | 10 |    |
| FC Utrecht       | 9   | 11 | 7  | 7  | 7  | 7  | 8  | 9  | 9  | 9  | 9  | 10 | 10 | 10 | 10 | 10 | 10 | 8  | 8  | 8  | 9  | 8  | 7  | 8  | 7  | 7  | 7  | 7  | 7  | 6  | 6  | 6  | 6  | 6  |    |
| Vitesse          | 7   | 4  | 6  | 4  | 3  | 2  | 2  | 2  | 2  | 2  | 2  | 4  | 3  | 4  | 4  | 3  | 2  | 2  | 3  | 3  | 3  | 5  | 5  | 4  | 4  | 4  | 4  | 4  | 4  | 4  | 4  | 4  | 4  | 4  |    |
| VVV Venlo        | 1   | 5  | 10 | 11 | 10 | 14 | 14 | 11 | 14 | 13 | 14 | 15 | 15 | 16 | 15 | 14 | 14 | 14 | 13 | 14 | 14 | 14 | 15 | 15 | 15 | 15 | 16 | 16 | 16 | 17 | 17 | 17 | 17 | 17 |    |
| Willem II        | 15  | 8  | 8  | 12 | 12 | 11 | 12 | 14 | 12 | 14 | 15 | 16 | 16 | 15 | 17 | 17 | 16 | 17 | 17 | 16 | 16 | 16 | 16 | 16 | 16 | 16 | 15 | 15 | 15 | 15 | 15 | 15 | 15 | 14 |    |

## Alapszakaszbeli sorozatok
Ez a táblázat azt mutatja meg, hogy az idei bajnokság alapszakaszában melyik csapat, milyen hosszú győzelmi-döntetlen-vereség sorozatokat produkált. 
| Klub / Fordulók  | 1   | 2  | 3  | 4  | 5  | 6  | 7  | 8  | 9  | 10 | 11 | 12 | 13 | 14 | 15 | 16 | 17 | 18 | 19 | 20 | 21 | 22 | 23 | 24 | 25 | 26 | 27 | 28 | 29 | 30 | 31 | 32 | 33 | 34 |   |
| ---------------- | --- | -- | -- | -- | -- | -- | -- | -- | -- | -- | -- | -- | -- | -- | -- | -- | -- | -- | -- | -- | -- | -- | -- | -- | -- | -- | -- | -- | -- | -- | -- | -- | -- | -- | - |
| Klub / Fordulók  | ADO | V  | V  | V  | GY | V  | D  | V  | V  | V  | D  | D  | D  | V  | V  | GY | V  | V  | D  | V  | D  | D  | D  | V  | D  | V  | V  | V  | V  | D  | V  | GY | GY | V  | V |
| AFC Ajax         | GY  | GY | GY | V  | GY | GY | GY | GY | GY | GY | V  | GY | GY | D  | D  | GY | GY | GY | GY | GY | D  | GY | GY | D  | GY | GY | GY | GY | GY | GY | GY | GY | GY | GY |   |
| AZ Alkmaar       | D   | D  | D  | D  | D  | D  | GY | GY | GY | GY | V  | GY | GY | GY | D  | GY | GY | GY | V  | V  | GY | GY | GY | GY | V  | GY | GY | GY | GY | V  | GY | GY | D  | GY |   |
| FC Emmen         | V   | V  | D  | D  | D  | V  | V  | V  | V  | V  | V  | D  | D  | V  | V  | V  | V  | D  | V  | V  | V  | V  | GY | GY | D  | D  | D  | GY | GY | GY | V  | V  | GY | GY |   |
| Feyenoord        | GY  | D  | GY | GY | D  | D  | GY | GY | GY | D  | D  | GY | V  | GY | GY | GY | V  | V  | V  | GY | D  | GY | D  | V  | GY | D  | D  | GY | GY | D  | V  | V  | D  | GY |   |
| Fortuna          | V   | V  | D  | V  | D  | V  | V  | D  | V  | V  | GY | GY | D  | GY | GY | V  | GY | V  | GY | GY | V  | GY | GY | V  | V  | GY | V  | V  | V  | GY | GY | V  | D  | V  |   |
| Groningen        | V   | GY | V  | GY | D  | GY | GY | V  | D  | GY | GY | GY | GY | V  | D  | GY | D  | V  | GY | V  | D  | GY | D  | GY | V  | D  | V  | GY | V  | V  | V  | GY | D  | V  |   |
| Heerenveen       | GY  | GY | GY | D  | V  | GY | GY | V  | D  | D  | D  | D  | V  | V  | V  | D  | D  | V  | GY | D  | GY | V  | D  | V  | GY | V  | D  | V  | GY | V  | D  | D  | V  | V  |   |
| Heracles         | GY  | V  | D  | V  | V  | D  | GY | V  | V  | V  | D  | V  | GY | GY | V  | GY | V  | GY | D  | GY | GY | V  | V  | D  | GY | GY | D  | V  | GY | V  | GY | D  | D  | V  |   |
| PEC Zwolle       | V   | D  | GY | D  | V  | D  | V  | D  | D  | D  | GY | V  | D  | GY | D  | V  | V  | GY | D  | D  | D  | V  | V  | GY | V  | V  | GY | V  | GY | GY | V  | V  | V  | GY |   |
| PSV              | GY  | GY | D  | GY | GY | V  | GY | GY | D  | GY | D  | GY | GY | GY | D  | V  | GY | GY | GY | V  | GY | D  | GY | D  | GY | D  | V  | GY | GY | GY | D  | GY | GY | D  |   |
| RKC Waalwijk     | V   | V  | V  | D  | GY | D  | V  | V  | D  | GY | GY | V  | V  | V  | V  | D  | D  | V  | V  | D  | D  | GY | GY | D  | V  | V  | GY | V  | V  | V  | V  | D  | GY | V  |   |
| Sparta Rotterdam | V   | V  | V  | D  | D  | D  | V  | GY | GY | V  | GY | GY | V  | GY | V  | GY | V  | V  | D  | D  | GY | V  | V  | V  | D  | GY | D  | GY | V  | GY | GY | GY | D  | GY |   |
| Twente Enschede  | GY  | D  | GY | D  | GY | V  | GY | GY | D  | V  | GY | V  | GY | V  | GY | V  | D  | V  | D  | D  | V  | GY | D  | D  | D  | V  | D  | V  | V  | V  | V  | D  | V  | GY |   |
| FC Utrecht       | D   | D  | GY | D  | D  | GY | V  | V  | D  | D  | D  | V  | D  | GY | D  | V  | GY | GY | GY | D  | D  | GY | GY | V  | GY | V  | GY | GY | V  | GY | GY | D  | D  | D  |   |
| Vitesse          | GY  | GY | V  | GY | GY | GY | GY | GY | D  | GY | V  | D  | GY | V  | GY | GY | GY | GY | V  | D  | V  | V  | V  | GY | GY | GY | D  | GY | D  | D  | GY | V  | D  | V  |   |
| VVV Venlo        | GY  | D  | V  | V  | D  | V  | V  | GY | V  | D  | V  | V  | V  | V  | GY | GY | D  | GY | GY | V  | V  | V  | V  | V  | V  | V  | V  | V  | V  | V  | V  | D  | V  | V  |   |
| Willem II        | V   | GY | D  | V  | V  | D  | V  | V  | GY | V  | V  | V  | V  | D  | V  | V  | D  | V  | V  | GY | D  | V  | V  | GY | D  | GY | D  | V  | V  | GY | V  | V  | GY | GY |   |

## Gólok száma fordulónként
Ez a táblázat két dolgot mutat meg. Azt, hogy ebben szezonban a bajnokságban mennyi gól esett fordulónként és azt, hogy ezek alapján mennyi a mérkőzésenkénti gólátlag minden egyes fordulóban.
| FORDULÓK   | 1    | 2    | 3    | 4    | 5    | 6    | 7    | 8    | 9    | 10   | 11   | 12   | 13   | 14   | 15   | 16   | 17   | 18   | 19   | 20   | 21   | 22   | 23   | 24   | 25   | 26   | 27   | 28   | 29   | 30   | 31   | 32   | 33   | 34   |
| ---------- | ---- | ---- | ---- | ---- | ---- | ---- | ---- | ---- | ---- | ---- | ---- | ---- | ---- | ---- | ---- | ---- | ---- | ---- | ---- | ---- | ---- | ---- | ---- | ---- | ---- | ---- | ---- | ---- | ---- | ---- | ---- | ---- | ---- | ---- |
| ÖSSZES GÓL | 26   | 23   | 32   | 28   | 25   | 37   | 42   | 32   | 27   | 22   | 26   | 27   | 33   | 26   | 27   | 27   | 29   | 18   | 25   | 25   | 13   | 26   | 37   | 26   | 30   | 28   | 19   | 27   | 19   | 18   | 35   | 22   | 30   | 30   |
| GÓLÁTLAG   | 2,88 | 2,55 | 3,55 | 3,11 | 2,77 | 4,11 | 4,66 | 3,55 | 3,00 | 2,44 | 2,88 | 3,00 | 3,66 | 2,88 | 3,00 | 3,00 | 3,22 | 2,00 | 2,77 | 2,77 | 1,44 | 2,88 | 4,11 | 2,88 | 3,33 | 3,11 | 2,11 | 3,00 | 2,11 | 2,00 | 3,88 | 2,44 | 3,33 | 3,33 |

## Nézők száma mérkőzésenként
Íme az idei szezon összes alapszakaszbeli mérkőzésére kilátogató nézők száma.
A bajnokságot korlátozott nézőszámmal indították el de október elején szigorításokat hoztak a koronavírus-járvány második hulláma miatt és minden mérkőzés zárkapussá vált, áprilisban pedig volt egy tesztforduló amikor újra beengedtek egy kevés nézőt.
Az 1. fordulóban elmaradt az FC Utrecht - AZ Alkmaar mérkőzés és csak decemberben játszották le, viszont akkor már nem lehettek nézők. Így az idei szezonban csupán négy forduló volt (az 1., a 2., a 3. és a 30.) amikor korlátozott számmal jelen lehettek a nézők is, ami összesen 35 mérkőzést jelent. 
Az idei átlag nézőszám az egész bajnokságra vonatkozóan és minden csapatnál az alapján van számolva, hogy mennyi hazai mérkőzése volt ahol jelen lehettek a szurkolók is.
|                  | ADO    | AJA   | AZ     | EMM   | FEY   | FOR   | GRO    | HEE   | HER   | PEC   | PSV   | RKC    | SPA   | TWE    | UTR   | VIT    | VVV    | WIL   | ÖSSZESEN | ÁTLAG  |
| ---------------- | ------ | ----- | ------ | ----- | ----- | ----- | ------ | ----- | ----- | ----- | ----- | ------ | ----- | ------ | ----- | ------ | ------ | ----- | -------- | ------ |
| ADO Den Haag     |        | zrt   | zrt    | zrt   | zrt   | 939   | 3.378  | zrt   | zrt   | zrt   | zrt   | zrt    | zrt   | zrt    | zrt   | zrt    | zrt    | zrt   | 4.317    | 2.158  |
| AFC Ajax         | zrt    |       | 7.500  | zrt   | zrt   | zrt   | zrt    | zrt   | zrt   | zrt   | zrt   | 11.948 | zrt   | zrt    | zrt   | 12.176 | zrt    | zrt   | 31.624   | 10.541 |
| AZ Alkmaar       | zrt    | zrt   |        | zrt   | zrt   | zrt   | zrt    | zrt   | zrt   | 3.500 | zrt   | zrt    | zrt   | zrt    | zrt   | zrt    | zrt    | zrt   | 3.500    | 3.500  |
| FC Emmen         | zrt    | zrt   | zrt    |       | zrt   | zrt   | zrt    | zrt   | 987   | zrt   | zrt   | zrt    | zrt   | zrt    | zrt   | zrt    | 2.400  | 2.312 | 5.699    | 1.900  |
| Feyenoord        | 13.000 | zrt   | zrt    | zrt   |       | zrt   | zrt    | zrt   | zrt   | zrt   | zrt   | zrt    | zrt   | 13.000 | zrt   | 6.500  | zrt    | zrt   | 32.500   | 10.833 |
| Fortuna Sittard  | zrt    | zrt   | 3.000  | zrt   | zrt   |       | zrt    | 2.825 | zrt   | zrt   | zrt   | zrt    | zrt   | zrt    | zrt   | zrt    | zrt    | zrt   | 5.825    | 2.912  |
| FC Groningen     | zrt    | zrt   | zrt    | zrt   | zrt   | zrt   |        | zrt   | zrt   | zrt   | 6.049 | zrt    | zrt   | zrt    | zrt   | zrt    | zrt    | zrt   | 6.049    | 6.049  |
| SC Heerenveen    | zrt    | zrt   | zrt    | zrt   | zrt   | zrt   | zrt    |       | zrt   | 2.000 | zrt   | zrt    | zrt   | zrt    | zrt   | zrt    | 6.500  | 4.000 | 12.500   | 4.167  |
| Heracles Almelo  | 2.700  | zrt   | zrt    | zrt   | zrt   | zrt   | zrt    | zrt   |       | zrt   | 3.083 | zrt    | zrt   | zrt    | zrt   | zrt    | zrt    | zrt   | 5.783    | 2.891  |
| PEC Zwolle       | zrt    | zrt   | zrt    | zrt   | 2.993 | zrt   | zrt    | zrt   | zrt   |       | zrt   | zrt    | 2.933 | zrt    | zrt   | zrt    | zrt    | zrt   | 5.926    | 2.963  |
| PSV Eindhoven    | zrt    | zrt   | zrt    | 8.000 | zrt   | zrt   | 4.000  | zrt   | zrt   | zrt   |       | zrt    | zrt   | zrt    | zrt   | zrt    | zrt    | zrt   | 12.000   | 6.000  |
| RKC Waalwijk     | zrt    | zrt   | zrt    | zrt   | zrt   | zrt   | zrt    | zrt   | zrt   | zrt   | zrt   |        | zrt   | zrt    | zrt   | 1.967  | zrt    | zrt   | 1.967    | 1.967  |
| Sparta Rotterdam | zrt    | 3.934 | zrt    | zrt   | zrt   | zrt   | zrt    | zrt   | zrt   | zrt   | zrt   | zrt    |       | zrt    | zrt   | zrt.   | 2.000  | zrt   | 5.934    | 2.967  |
| Twente Enschede  | zrt    | zrt   | zrt    | zrt   | zrt   | 8.000 | 8.000  | zrt   | zrt   | zrt   | zrt   | zrt    | zrt   |        | 4.000 | zrt    | zrt    | zrt   | 20.000   | 6.666  |
| FC Utrecht       | zrt    | zrt   | zrt    | zrt   | zrt   | zrt   | zrt    | zrt   | zrt   | zrt   | zrt   | 4.944  | zrt   | zrt    |       | zrt    | zrt    | zrt   | 4.944    | 4.944  |
| Vitesse Arnhem   | zrt    | zrt   | zrt    | zrt   | zrt   | zrt   | zrt    | zrt   | zrt   | zrt   | zrt   | zrt    | 4.914 | zrt    | zrt   |        | zrt    | zrt   | 4.914    | 4.914  |
| VVV-Venlo        | zrt    | zrt   | zrt    | zrt   | zrt   | zrt   | zrt    | zrt   | zrt   | zrt   | zrt   | zrt    | zrt   | zrt    | 1.435 | zrt    |        | zrt   | 1.435    | 1.435  |
| Willem Tilburg   | zrt    | zrt   | zrt    | zrt   | zrt   | zrt   | zrt    | zrt   | 3.908 | zrt   | zrt   | 2.000  | zrt   | zrt    | zrt   | zrt    | zrt    |       | 5.908    | 2.954  |
| ÖSSZESEN         | 15.700 | 3.934 | 10.500 | 8.000 | 2.993 | 8.939 | 15.378 | 2.825 | 4.895 | 5.500 | 9.132 | 18.892 | 7.847 | 13.000 | 5.435 | 20.643 | 10.900 | 6.312 | 170.825  | 4.881  |

### A szezon 3 legnézettebb mérkőzése
Ebben a táblázatban azt lehet megnézni, hogy az idei szezonban melyik 3 mérkőzésen volt a legtöbb néző.
| No. | Mérkőzés           | Végeredmény | Dátum                | Nézők száma |
| --- | ------------------ | ----------- | -------------------- | ----------- |
| 01. | Feyenoord - Twente | 1ː1         | 2020. szeptember 20. | 13.000      |
| -   | Feyenoord - ADO    | 4ː2         | 2020. szeptember 27. | 13.000      |
| 03. | Ajax - Vitesse     | 2ː1         | 2020. szeptember 26. | 12.176      |

## Play off

### Konferencia liga
Ebben az évben már nem az Európa Ligába való bejutásért harcoltak a csapatok a rájátszásban, hanem az újonnan alapított Európa Konferencia Ligába. Mivel az idei szezonban az AFC Ajax csapata nyerte meg a bajnokságot és a holland kupát is, ezért az eredetileg a 4.-7. helyezett csapatok helyett a tabellán az 5.-8. helyen végzett csapatok szerepeltek. Az előző évektől eltérően, az idei rájátszás nem oda-visszavágós rendszerben lett megrendezve. 

#### Elődöntő
Mindkét elődöntőben a hazai és esélyesebb csapatok nyertek. 
| Dátum     | 1. csapat       | Végeredmény | 2. csapat             |
| --------- | --------------- | ----------- | --------------------- |
| Május 19. | FC Utrecht (6.) | 1 - 0       | FC Groningen (7.)     |
| Május 19. | Feyenoord (5.)  | 2 - 0       | Sparta Rotterdam (8.) |

#### Döntő
A Rotterdamban rendezett döntőt, a hazai pályán szereplő Feyenoord csapata nyerte meg, így bejutottak az első Konferencia Liga mezőnyébe, ahol a 2. selejtezőkörben fognak kezdeni. 
| Dátum     | 1. csapat      | Végeredmény | 2. csapat       |
| --------- | -------------- | ----------- | --------------- |
| Május 23. | Feyenoord (5.) | 2 - 0       | FC Utrecht (6.) |

### Osztályozók
Az idei osztályozós rájátszás összesen 7 csapatból állt. Az első osztályban a 16. helyen végző FC Emmen csapata és a második osztályból azon 6 csapat akik a 3. és 8. hely között végeztek (NAC Breda, N.E.C., FC Volendam, De Graafschap, Roda Kerkrade, Almere City). Ez a rájátszás sem oda-visszavágós rendszerben zajlott le, eltérve az előző évektől.

#### Első kör
Az első fordulóban csupán a másodosztálybeli csapatok vettek részt. 
| Dátum     | 1. csapat      | Végeredmény | 2. csapat     |
| --------- | -------------- | ----------- | ------------- |
| Május 15. | NAC Breda      | 4 - 1       | FC Volendam   |
| Május 15. | De Graafschap  | 2 - 3       | Roda Kerkrade |
| Május 15. | Almere City FC | 0 - 4       | NEC Nijmegen  |

#### Elődöntő
Az elődöntőben már az FC Emmen csapata is bekapcsolódott a küzdelmekbe, csatlakozva az előző körből továbbjutottakhoz. Nagy meglepetésre, hazai pályán vereséget szenvedtek és így kiestek az első osztályból.
| Dátum     | 1. csapat    | Végeredmény           | 2. csapat     |
| --------- | ------------ | --------------------- | ------------- |
| Május 20. | NEC Nijmegen | 3 - 0                 | Roda Kerkrade |
| Május 20. | FC Emmen     | 1 - 1 (h.u.) (3−4 b.) | NAC Breda     |

#### Döntő
Az idei döntőt a NEC Nijmegen csapata nyerte meg és így 4 szezon után ismét visszakerült az Eredivisie-be. 
| Dátum     | 1. csapat | Végeredmény | 2. csapat    |
| --------- | --------- | ----------- | ------------ |
| Május 23. | NAC Breda | 1 - 2       | NEC Nijmegen |

## Az európai kupákban induló csapatok eredményei
Ebben a táblázatban azon holland csapatok szerepelnek akik az idei szezonban a 2 európai kupa valamelyikében - vagy mindkettőben - képviselték hazájukat és azt, hogy milyen eredményt értek benne el. A csapatnév melletti zárójelben pedig az előző szezonban elért eredmény látható ami által a kupákban indulhattak.
A zöld színnel írt eredmény csupán a selejtezőt jelöli.
| No. | Csapat                   | Bajnokok Ligája 2020/21 | Európa Liga 2020/21 |
| --- | ------------------------ | ----------------------- | ------------------- |
| 01. | AFC Ajax (1. hely)       | Csoportkör              | Negyeddöntő         |
| 02. | AZ Alkmaar (2. hely)     | 3. selejtezőkör         | Csoportkör          |
| 03. | Feyenoord (3. hely)      | -                       | Csoportkör          |
| 04. | PSV Eindhoven (4. hely)  | -                       | 16-os döntő         |
| 05. | Willem Tilburg (5. hely) | -                       | 3. selejtezőkör     |

## Egyéni díjazottak

### A szezon alapján
- ÉV JÁTÉKOSAː  Dušan Tadić (AFC Ajax)
- RINUS MICHELS - DÍJ (Év Edzője):  Erik ten Hag (AFC Ajax)
- JOHAN CRUIJFF - DÍJ (Év Tehetsége):  Ryan Gravenberch (AFC Ajax)

### A hónap legjobb játékosai és tehetségei
| Hónap      | Hónap Játékosa     | Hónap Játékosa | Hónap Tehetsége      | Hónap Tehetsége |
| Hónap      | Játékos            | Csapat         | Játékos              | Csapat          |
| ---------- | ------------------ | -------------- | -------------------- | --------------- |
| Szeptember | Clint Leemans      | PEC Zwolle     | Lutsharel Geertruida | Feyenoord       |
| Október    | Lassina Traoré     | AFC Ajax       | Danilo               | FC Twente       |
| November   | Davy Klaassen      | AFC Ajax       | Owen Wijndal         | AZ Alkmaar      |
| December   | Antony             | AFC Ajax       | Owen Wijndal         | AZ Alkmaar      |
| Január     | Jórgosz Jakumákisz | VVV-Venlo      | Lutsharel Geertruida | Feyenoord       |
| Február    | Donyell Malen      | PSV Eindhoven  | Myron Boadu          | AZ Alkmaar      |
| Március    | Ryan Gravenberch   | AFC Ajax       | Orkun Kökçü          | Feyenoord       |
| Április    | Justin Bijlow      | Feyenoord      | Jurriën Timber       | AFC Ajax        |
| Május      | Owen Wijndal       | AZ Alkmaar     | Mohammed Kudus       | AFC Ajax        |

## Játékosstatisztika

### Góllövőlista
Íme az idei szezon alapszakaszának legeredményesebb játékosai:
Az idei szezonban nagy meglepetésre az egyik kieső csapat játékosa lőtte a legtöbb gólt. Elég nagy fölénnyel a VVV-Venlo görög támadója, Jórgosz Jakumákisz lett a gólkirály. Összesen 26 gólt szerzett.
| No. | JÁTÉKOS NEVE       | CSAPAT           | GÓLOK | MÉRKŐZÉSEK | GÓLÁTLAG |
| --- | ------------------ | ---------------- | ----- | ---------- | -------- |
| 01. | Jórgosz Jakumákisz | VVV-Venlo        | 26    | 30         | 0,87     |
| 02. | Donyell Malen      | PSV Eindhoven    | 19    | 32         | 0,59     |
| 03. | Steven Berghuis    | Feyenoord        | 18    | 31         | 0,58     |
| 04. | Danilo             | Twente           | 17    | 33         | 0,52     |
| 05. | Rai Vloet          | Heracles Almelo  | 16    | 33         | 0,48     |
| 06. | Myron Boadu        | AZ Alkmaar       | 15    | 31         | 0,48     |
| -   | Teun Koopmeiners   | AZ Alkmaar       | 15    | 31         | 0,48     |
| 08. | Henk Veerman       | SC Heerenveen    | 14    | 31         | 0,45     |
| -   | Lennart Thy        | Sparta Rotterdam | 14    | 34         | 0,41     |
| -   | Dušan Tadić        | AFC Ajax         | 14    | 34         | 0,41     |

### Egy mérkőzésen legtöbb gólt szerző játékosok
A következő táblázatban a bajnokság azon játékosai szerepelnek akik az idei szezonban a legtöbb gólt - legkevesebb 3-at - szerezték egy mérkőzésen.
Ebben a szezonban az AFC Ajax fiatal burkina faso-i támadója, Lassina Traoré lőtte a legtöbb gólt egy mérkőzésen. Összesen 5 gólt szerzett a VVV-Venlo elleni rekordgyőzelmet hozó mérkőzésen. Viszont a legtöbb alkalommal a szezon gólkirálya, a görög Jórgosz Jakumákisz tudott több mint 3 gólt szerezni egy mérkőzésen. Összesen 3 mérkőzésen jutott el legalább a mesterhármasig.
| #  | Játékos             | Csapat          | Gólok | Dátum                | Forduló | Végeredmény                   |
| -- | ------------------- | --------------- | ----- | -------------------- | ------- | ----------------------------- |
| 1. | Lassina Traoré      | AFC Ajax        | 5     | 2020. október 24.    | 6.      | Venlo - Ajax 0ː13             |
| 2. | Jórgosz Jakumákisz  | VVV-Venlo       | 4     | 2021. január 13.     | 16.     | ADO Den Haag - Venlo 1ː4      |
| -  | Jórgosz Jakumákisz  | VVV-Venlo       | 4     | 2021. január 27.     | 19.     | Venlo - Vitesse 4ː1           |
| 4. | Jórgosz Jakumákisz  | VVV-Venlo       | 3     | 2020. szeptember 13. | 1.      | FC Emmen - Venlo 3ː5          |
| -  | Rai Vloet           | Heracles Almelo | 3     | 2020. november 1.    | 7.      | Heracles - FC Utrecht 4ː1     |
| -  | Bryan Linssen       | Feyenoord       | 3     | 2020. december 23.   | 14.     | Feyenoord - SC Heerenveen 3ː0 |
| -  | Sinan Bakış         | Heracles Almelo | 3     | 2021. január 12.     | 16.     | Heracles - FC Emmen 4ː0       |
| -  | Reza Ghoochannejhad | PEC Zwolle      | 3     | 2021. január 22.     | 18.     | Willem II - PEC Zwolle 1ː3    |
| -  | Myron Boadu         | AZ Alkmaar      | 3     | 2021. február 28.    | 24.     | AZ Alkmaar - Feyenoord 4ː2    |
| -  | Michael de Leeuw    | FC Emmen        | 3     | 2021. április 25.    | 30.     | FC Emmen - Heracles 3ː1       |
| -  | Sinan Bakış         | Heracles Almelo | 3     | 2021. május 1.       | 31.     | Heracles - VVV-Venlo 4ː0      |

### Legtöbb gólpassz
Íme az idei szezon legtöbb gólpaaszát adó játékosok listája:
Ahogy az előző szezonban, így idén is az AFC Ajax szerb játékosa, Dušan Tadić  adta a legtöbb gólpasszt a bajnokságban, összesen 17-et. Utoljára 9 szezonnal ezelőtt (2011-12) tudott egy játékos ennyi gólpassz kiosztani a bajnokságban. Akkor Luciano Narsingh (20-at) és Christian Eriksen (17-et) ért el legalább 17 gólpasszt a bajnokságban.
| No. | JÁTÉKOS NEVE             | CSAPAT        | GÓLPASSZOK | MÉRKŐZÉSEK | ÁTLAG |
| --- | ------------------------ | ------------- | ---------- | ---------- | ----- |
| 01. | Dušan Tadić              | AFC Ajax      | 17         | 34         | 0,5   |
| 02. | Steven Berghuis          | Feyenoord     | 13         | 31         | 0,42  |
| 03. | Mike Trésor Ndayishimiye | Willem II     | 11         | 34         | 0,32  |
| 04. | Joey Veerman             | SC Heerenveen | 10         | 31         | 0,32  |
| 05. | Oussama Tannane          | Vitesse       | 9          | 29         | 0,31  |
| -   | Jesper Karlsson          | AZ Alkmaar    | 9          | 32         | 0,28  |
| 07. | Vito van Crooij          | VVV-Venlo     | 8          | 31         | 0,26  |
| -   | Philipp Max              | PSV Eindhoven | 8          | 31         | 0,26  |
| -   | Antony                   | AFC Ajax      | 8          | 32         | 0,25  |
| -   | Donyell Malen            | PSV Eindhoven | 8          | 32         | 0,25  |

### Kanadai ponttáblázat
Íme az idei szezon alapszakaszának kanadai ponttáblázata. A játékosok által összeszedett pontok az általuk lőtt gólok és gólpasszok összegéből jön ki:
Az idei szezonban is megvédte címét az Ajax szerb támadója, Dušan Tadić  a pontversenyben. Akárcsak idén, úgy az előző két szezonban is ő szerezte a legtöbb pontot a bajnokságban. Az első 2 helyezést ugyanaz a 2 játékos szerezte meg mint az előző szezonban.
Az azonos pontszámmal rendelkező játékosoknál a több gólt szerző játékos áll előrébb.
| No. | JÁTÉKOS NEVE         | CSAPAT          | GÓLOK | GÓLPASSZOK | PONTSZÁM |
| --- | -------------------- | --------------- | ----- | ---------- | -------- |
| 01. | Dušan Tadić          | AFC Ajax        | 14    | 17         | 31       |
| 02. | Steven Berghuis      | Feyenoord       | 18    | 12         | 30       |
| 03. | Georgios Giakoumakis | VVV-Venlo       | 26    | 1          | 27       |
| 04. | Donyell Malen        | PSV Eindhoven   | 19    | 8          | 27       |
| 05. | Rai Vloet            | Heracles Almelo | 16    | 7          | 23       |
| 06. | Danilo               | FC Twente       | 17    | 5          | 22       |
| 07. | Teun Koopmeiners     | AZ Alkmaar      | 15    | 5          | 20       |
| 08. | Jesper Karlsson      | AZ Alkmaar      | 11    | 9          | 20       |
| 09. | Henk Veerman         | SC Heerenveen   | 14    | 5          | 19       |
| 10. | Zian Flemming        | Fortuna Sittard | 12    | 7          | 19       |

### Kapusok
Az alábbi táblázatban megtalálható, hogy az idei alapszakaszban melyik kapusnak volt a legtöbb "tiszta védése". Pontosabban, hogy melyik kapusnak volt a legtöbb mérkőzése amin nem kapott gólt
Ebben a szezonban 2 kapusnak - Remko Pasveer és Sergio Padt - volt a legtöbb olyan mérkőzése melyen nem kaptak gólt, mindkét kapusnak 12-12 ilyen mérkőzése volt. Ezek mellett, mindketten ugyanannyi - 37 - gólt kaptak a bajnokságban. Viszont a kapusok ezen versenyét a Vitesse holland kapusa, Remko Pasveer nyerte, mivel neki eggyel kevesebb mérkőzésre volt szüksége ahhoz, hogy elérje ezt a számot.
Azoknál a kapusoknál akiknek ugyanannyi kapott gól nélküli mérkőzésük volt, a táblázatban való helyezését az átlag dönti el.
| No. | KAPUS NEVE       | CSAPAT           | "TISZTA VÉDÉS" | MÉRKŐZÉSEK | ÁTLAG |
| --- | ---------------- | ---------------- | -------------- | ---------- | ----- |
| 01. | Remko Pasveer    | Vitesse Arnhem   | 12             | 33         | 0,36  |
| 02. | Sergio Padt      | FC Groningen     | 12             | 34         | 0,35  |
| 03. | Yvon Mvogo       | PSV Eindhoven    | 11             | 33         | 0,33  |
| 04. | Nick Marsman     | Feyenoord        | 10             | 20         | 0,50  |
| 05. | Maduka Okoye     | Sparta Rotterdam | 10             | 28         | 0,36  |
| 06. | Marco Bizot      | AZ Alkmaar       | 10             | 33         | 0,30  |
| 07. | Erwin Mulder     | SC Heerenveen    | 10             | 34         | 0,29  |
| 08. | André Onana      | AFC Ajax         | 9              | 20         | 0,45  |
| 09. | Janis Blaswich   | Heracles Almelo  | 9              | 26         | 0,34  |
| 10. | Eric Oelschlägel | FC Utrecht       | 7              | 23         | 0,30  |

### Lapok
Íme az idei alapszakaszban a legtöbb sárga és piros lapot kapó játékosok listája:
| SÁRGA LAPOK       | SÁRGA LAPOK       | SÁRGA LAPOK       | SÁRGA LAPOK |
| No.               | Játékos neve      | Csapat            | Lapok száma |
| ----------------- | ----------------- | ----------------- | ----------- |
| 1.                | Danny Post        | VVV-Venlo         | 9           |
| -                 | Vito van Crooij   | VVV-Venlo         | 9           |
| -                 | Vurnon Anita      | RKC Waalwijk      | 9           |
| 4.                | Wessel Dammers    | FC Groningen      | 8           |
| 5.                | Giacomo Quagliata | Heracles Almelo   | 7           |
| -                 | Ibrahim Sangaré   | PSV Eindhoven     | 7           |
| -                 | Marko Vejinovic   | ADO Den Haag      | 7           |
| -                 | Mats Seuntjens    | Fortuna Sittard   | 7           |
| -                 | Oussama Tannane   | Vitesse Arnhem    | 7           |
| -                 | Roel Janssen      | Fortuna Sittard   | 7           |
| 9 játékos         | 9 játékos         | 9 játékos         | 6           |
| 28 játékos        | 28 játékos        | 28 játékos        | 5           |
| 22 játékos        | 22 játékos        | 22 játékos        | 4           |
| 45 játékos        | 45 játékos        | 45 játékos        | 3           |
| 60 játékos        | 60 játékos        | 60 játékos        | 2           |
| 62 játékos        | 62 játékos        | 62 játékos        | 1           |
| SÁRGA LAPOK SZÁMA | SÁRGA LAPOK SZÁMA | SÁRGA LAPOK SZÁMA | 676         |

| PIROS LAPOK       | PIROS LAPOK       | PIROS LAPOK       | PIROS LAPOK |
| No.               | Játékos neve      | Csapat            | Lapok száma |
| ----------------- | ----------------- | ----------------- | ----------- |
| 1.                | Christian Kum     | VVV-Venlo         | 2           |
| -                 | Edson Álvarez     | AFC Ajax          | 2           |
| -                 | Riechedly Bazoer  | Vitesse Arnhem    | 2           |
| -                 | Thomas Lam        | PEC Zwolle        | 2           |
| 45 játékos        | 45 játékos        | 45 játékos        | 1           |
| PIROS LAPOK SZÁMA | PIROS LAPOK SZÁMA | PIROS LAPOK SZÁMA | 53          |

## Érdekességek és jubileumok
- A bajnokság 34. fordulójában, május 16-án lejátszott FC Utrecht - PSV Eindhoven mérkőzés volt a világhírű holland bíró, Björn Kuipers utolsó Eredivisie-mérkőzése.

### Rekordgyőzelem
- A bajnokság idei szezonjának 6. fordulójában találkozott egymással a VVV Venlo és az AFC Ajax. A mérkőzést hatalmas különbséggel, 0:13-ra nyerte meg az Ajax csapata akik ezzel történelmi rekordokat döntöttek meg csapaton belül és a bajnokságban is. Ez lett az Eredivisie történetének eddigi legnagyobb arányú győzelme is. Az eddigi rekordot szintén az Ajax tartotta egy 1972. május 19-én lejátszott mérkőzéssel amikor hazai pályán 12:1-re győzték le a Vitesse Arnhem csapatát.[18]

### Hatalmas gesztus a szurkolók felé
- A koronavírus-járvány miatti döntések alapján ebben a szezonban nem lehettek jelen a szurkolók a mérkőzéseken. Már a szezon előtt ismét nagyon sok Ajax-szurkoló kiváltotta a szokásos éves bérletet de nem tudták kihasználni. Miután az Ajax megnyerte idén a 35. bajnoki trófeát, a csapat vezetői úgy döntöttek, hogy ezt a trófeát megosztják a szurkolókkal. Ezzel szerették volna megköszönni a szurkolóknak, hogy még ebben a helyzetben is egész végig buzdították a csapatot. Ennek a kezdeményezésnek azt a nevet adták, hogy "Egy darab az Ajaxból". Ezt videóüzenetben az Ajax vezérigazgatója, a korábbi világhírű kapus, Edwin van der Sar közölte a szurkolókkal. Az ezüstből készült bajnoki tálat beolvasztották és több mint 42 ezer kis csillagot készítettek belőle. A csillagok 3,45 gramm súlyúak lettek és minden csillagba 0,06 gramm került a bajnoki tálból. A csillagokat pedig szétosztották a bérletesek között. Így mindenki kapott egy kis darabot az Ajax bajnoki sikeréből. Végül, hogy maradjon emlék is a bajnoki címből a Holland labdarúgó-szövetség (KNVB) elküldte a bajnoki tál másolatát az Ajax csapatának amit kitettek a többi közé.[19]

### Elmaradt mérkőzések
- A bajnokság 1. fordulójában, szeptember 12-én elhalasztották az FC Utrecht - AZ Alkmaar mérkőzést. Végül december 27-én játszották le.
- A bajnokság 4. fordulójában, október 3-án nem rendezték meg az RKC Waalwijk - PEC Zwolle mérkőzést, amit október 21-én pótoltak be.
- A bajnokság 21. fordulójában a rossz időjárás miatt minden február 7-re kiírt - vasárnapi - mérkőzést elhalasztottak, összesen négyet. Ezen mérkőzéseket végül később, több különböző időpontban játszották le.